# イスマイル・エルファス
- イスマーイール・エルファス
- イズメール・エルファス
- イスメイル・エルファス
- イスマエル・エルファト

イスマイル・エルファス（阿: اسماعيل الفتح、英: Ismail Elfath、1982年3月3日 - ）は、モロッコ生まれ・アメリカ合衆国在住のサッカー審判員。2012年からメジャーリーグサッカー (MLS) の審判員を務めており、2016年からは国際サッカー連盟 (FIFA) に国際審判員として登録されている。テキサス州オースティン在住。

## 来歴
モロッコ・カサブランカ生まれ。2001年、18歳のときにアメリカ合衆国の実施する移民多様化ビザ抽選プログラム（アメリカ合衆国への移民参照）に当選し、アメリカに移住する。2006年にテキサス大学オースティン校を卒業し、機械工学の学位を取得した。

## 審判としての実績
2011年に MLSの第4審として初めて起用され、2012年にMLSでの主審デビューを果たす。
2016年8月12日にレッドブル・アリーナで行われたユナイテッドサッカーリーグ (USL)・ニューヨーク・レッドブルズII対オーランド・シティBの試合ではビデオ・アシスタント・レフェリー (VAR) が試験導入され、オーランドDFコナー・ドノヴァンのニューヨークFWジュニア・フレミングスに対するエルファスのファウル判定にVARが介入し、世界のプロサッカーリーグで初めてのVAR介入となった。
2019年3月26日、ポーランドで開催された2019 FIFA U-20ワールドカップの審判に選出。副審のコーレイ・パッカー（Corey Parker）とカイル・アトキンス（Kyle Atkins）の3名でチームを組み、6月15日に行われた決勝のウクライナ対韓国の試合を担当した。
同年の5月17日にはアメリカ開催となった2019 CONCACAFゴールドカップの審判にも選出されており、U-20ワールドカップ決勝から9日後の6月24日にはグループB・ハイチ対コスタリカの試合を担当した。
さらに同年12月にはカタールで開催されたFIFAクラブワールドカップ2019でも審判に選出され、準決勝・フラメンゴ対アル・ヒラルの試合を担当した。
2021年、FIFAはエルファスを2020年東京オリンピックサッカー男子の審判の一人に選出し、準決勝を含む3試合を担当。 
2022年1月9日から2月6日までカメルーンで開催されたアフリカネイションズカップ2021では、マリオ・エスコバルと共に北中米カリブ海サッカー連盟 (CONCACAF) からアフリカサッカー連盟 (CAF) への派遣という形で審判に選ばれた。
2022年5月19日には、FIFAが2022 FIFAワールドカップの審判リストを発表。エルファスを審判（主審）候補に選出し、グループH・ガーナ対ポルトガル（スタジアム974）の試合を担当したが、後半17分にポルトガルのFWクリスティアーノ・ロナウドがペナルティエリア内で倒れたシーンをガーナDFモハメド・サリスのファウルと判定しPKを与え、試合後にガーナ監督のオットー・アッドが「あれはレフェリーからの特別な贈り物だ」と批判するなど物議を醸した。
2024年2月28日よりアメリカサッカー連盟と日本サッカー協会との審判員交流研修プログラムの一環として来日、Jリーグの試合などを担当している。

## 受賞
- MLSレフェリー・オブ・ザ・イヤー（英語版）：2020年[16]、2022年[17]

### 注記
1. ↑  ニューヨーク・レッドブルズのセカンドチーム。
2. ↑  オーランド・シティSCのセカンドチーム。